# خوسيه أرغوتي
خوسيه رامون أرغوتي فيغا (بالإسبانية: Jose Ramon Argote Vega)‏ (مواليد 17 أكتوبر 1980)، هو حكم كرة قدم فنزويلي، وحكم دولي منذ عام 2008.
تم اختياره كواحد من حكام مسابقة كوبا أمريكا 2015.

## وصلات خارجية
- خوسيه أرغوتي موقع SoccerWay